# Astronomische Phänomenologie
Die astronomische Phänomenologie befasst sich im Allgemeinen mit Anblick, Termin und Ort freisichtiger (das heißt normaler, mit freiem Auge sichtbarer) Elemente am Taghimmel und am nächtlichen Sternhimmel, soweit die Phänomene außerhalb der Erdatmosphäre liegen.
Die Phänomenologie des Himmels ist ein Bereich der visuellen Astronomie und behandelt vornehmlich geometrische Aspekte der Himmelskunde, insbesondere durch Beobachtung von  Winkeln, Bewegungen und mittels freiäugiger Fotometrie von Himmelserscheinungen. Sie verwendet dazu die Methoden der Himmelsmechanik auf Basis der sphärischen Astronomie und der allgemeinen Astrometrie, unter Einbezug der atmosphärischen Optik.

## Betätigungsfeld
Den Schwerpunkt bildet die Beobachtung folgender Phänomene:
- Sonne, Mond und Planeten
- des Sternhimmels (Fixsterne, Sternbilder und der Milchstraße)
- der Sichtbarkeit (Auf- beziehungsweise Untergänge) dieser Himmelskörper
- sowie ihrer Kulmination, Konstellationen und Bewegungen (Konjunktion und Opposition, Elongation, Stillstand und so weiter)
- Sonnen- und Mondfinsternisse, Sternbedeckungen und andere astronomische Ereignisse
- Seltener beziehungsweise schwieriger: Kometen und Zodiakallicht
- Fallweise Novae oder helle veränderliche Sterne
- Satellitentracking, Bahnkorrekturmanöver von Satelliten und Raumstationen
- Im weiteren Sinne auch Himmelserscheinungen, die mit der Erdatmosphäre zusammenhängen, zum Beispiel Meteore, Polarlichter
- und von meteorologischen Aspekten, die die Sichtbarkeit astronomischer Elemente betreffen (Refraktion, Halos, Nebensonnen, Dämmerung, Leuchtende Nachtwolken und so weiter)

Zunehmend sind auch Anblicksprobleme von Beobachtungspunkten zu lösen, die nicht auf der Erde liegen, etwa in der Raumfahrt zur Vorhersage von Bedingungen während der Missionen und insbesondere Außenbordeinsätzen, wie auch der Sichtverhältnisse von Beobachtungssatelliten und -sonden. Beispiele sind „Wann ist Sonnenuntergang auf der ISS?“, oder „Merkurtransit, von SOHO gesehen“.

## Geschichte
Die Beobachtung und Deutung von Himmelsphänomenen, Gestirnskonstellationen und Auf- und Untergangspunkten von Himmelsobjekten hat schon in der Jungsteinzeit die Menschen – insbesondere manche Priesterastronomen – beschäftigt und zur Ausbildung verschiedener Sonnen- und anderer Kulte geführt. Seit der Antike ist die Geschichte der astronomischen Phänomenologie eng mit der  Sphärischen Astronomie verbunden, teilweise auch mit Fragen der Weltanschauung und zumindest ab dem 18. Jahrhundert mit dem Problem der Bahnbestimmung von Mond und Planeten. Auch die Anfänge der Astrologie haben wohl in der Deutung von Himmelserscheinungen ihre Ursache. In neuerer Zeit war die schwierige Bahnbestimmung von visuell beobachteten Meteoren und Feuerkugeln der Anlass zur Gründung des – nun 100 Jahre bestehenden – Astronomischen Büros in Hermannstadt bzw. Wien durch Oswald Thomas.
Hauptgebiet der Disziplin war lange die Voraussage von Ereignissen (Ephemeridenrechnung) und ihre Dokumentation in astronomischen Jahrbüchern.
Heute ist die Lösung von Anblicksproblemen zentraler Bestandteil aller  astronomischen Computerprogramme. Sie findet neben der Teleskopsteuerung in Wissenschaft und Amateurastronomie auch an Volkssternwarten und in der Archäoastronomie Anwendung.